# زمستان در راه است
«زمستان در راه است» (به انگلیسی: Winter Is Coming) اولین قسمت از مجموعه تلویزیونی بازی تاج‌وتخت است که از شبکه اچ‌بی‌او پخش می‌شود. فیلم‌نامه این قسمت توسط دیوید بنیاف و دی. بی. وایس نوشته شده و اقتباس مستقیم از کتاب بازی تاج‌وتخت نوشتهٔ جرج آر. آر. مارتین است. این قسمت توسط تیم وان پاتن کارگردانی شده‌است.
در این قسمت شخصیت‌های اصلی و مشخصات دنیای سریال، معرفی می‌شوند. تمرکز این قسمت بر روی خاندان استارک است و این که چگونه ادارد استارک درگیر سیاست می‌شود، بعد از این که رابرت براتیون تصمیم می‌گیرد او را جانشین مشاور قبلی‌اش، جان ارین بکند. نقدهای راجع به این قسمت اکثراً مثبت بودند و ۲٫۲ میلیون نفر در آمریکا این قسمت را تماشا کردند. یک هفته قبل از پخش آن، اچ‌بی‌او ۱۵ دقیقه ابتدایی آن را بر روی اینترنت قرار داد.

## داستان

### در شمال
اپیزود با سه سرباز نگهبان شب که در بالای دیوار دنبال وحشی‌ها هستند شروع می‌شود. آن‌ها پس از پیدا کردن اجساد ناقص، توسط وایت واکرها غافلگیر شدند. دو نفر از آن‌ها کشته شدند. در حالی که جوان‌ترین آن‌ها با رضایت وایت واکرها توانست فرار کند. به دنبال آن استارکهای وینترفل معرفی شدند. لرد ادارد استارک یا همان «ند» مطلع شد که فراری نگهبان شب دستگیرشده‌است. نگهبانان شب سوگند خورده‌اند که هیچوقت پست خود را ترک نکنند، مگر با مجازات مرگ. لرد استارک با خود وارثش راب استارک، جان اسنو (پسر حرامزاده‌اش) و برن استارک (پسر ۱۰ ساله‌اش) را آورده تا شاهد مراسم اعدام باشند. در طی بازگشت‌شان آن‌ها به توله‌های یک دایرولف مُرده مواجه می‌شوند. با توجه به این که دایرولف نشان خانوادگی آن‌ها است، به تعداد فرزندان توله وجود دارد. حتی یک تولهٔ زال برای جان، که آن‌ها توله‌ها را با خود به وینترفل بردند. لیدی کتلین استارک به همسرش ند می‌گوید که یک کلاغ با خود نامه‌ای آورده‌است که در آن مرگ جان آرین (دست پادشاه و مربی ادارد) را خبر داده‌است. همچنین در نامه گفته شده‌است که شاه رابرت براتیون به وینترفل می‌آید. درباریان به وینترفل می‌آیند، در حالی که رابرت به دوست قدیمی‌اش ند می‌گوید که اون به کسی اعتماد ندارد. اون تصمیم می‌گیرد که ند را به عنوان دست پادشاه جدید منصوب کند. او پیشنهاد می‌دهد که با ازدواج دختر ند، سانسا استارک و شاهزاده جافری براتیون وارث تاج و تخت، پیوند دو خانواده را محکم کند. در شب کتلین یک پیام نگران‌کننده از خواهرش، بیوهٔ جان آرین دریافت می‌کند. او مظنون است به اینکه جان آرین توسط لنیسترها کشته شده‌است. ند در ابتدا نسبت به این مقام بی میل است، ولی بالاخره برای محافظت از دوست قدیمی‌اش این مقام را می‌پذیرد. در یک جای متروکه در وینترفل، برن در حال بالا رفتن از دیوار است؛ که می‌بیند ملکه سرسی با برادر دوقلواش جیمی رابطهٔ جنسی دارد. به منظور پنهان ماندن این رابطه، جیمی پسر را از پنجره به بیرون پرتاب می‌کند.

### آنسوی دریای باریک
شاهزادهٔ تبعید شده ویسریس تارگرین در حال توطئه برای سرنگونی شاه رابرت و باز پس گرفتن تخت پدرش است. به این منظور او ترتیبی برای ازدواج خواهرش دنریس تارگرین با ارباب اسب‌ها کال دروگو در ازای ارتشش داده‌است. دنریس از او می‌ترسد ولی برادرش او را مجبور به ازدواج می‌کند. در جشن عروسی به دنریس دو هدیهٔ خاص داده شد. اولین هدیه کتاب‌هایی از هفت فرمانروایی بودند که توسط سِر جوراه مورمونت، شوالیهٔ تبعیدی که به تارگرین‌ها قسم خورده‌است، پیش کش شد. دومین هدیه سه تخم اژدها توسط ایلیریو ماپتیس کسی که در صورت گرفتن ازدواج نقش داشت. بعد از مراسم دروگو لباس‌های دنریس را از تن او خارج می‌کند در حالی که او گریه می‌کند، او را به زمین هل می‌دهد و در اینجا اپیزود به پایان می‌رسد.

## نکات
1. این اپیزود حوادث فصول ۱-۷-۹ و ۱۲ از رمان اول را (مقدمه، ۲–۱ برن، دنریس ۱–۲، کاتلین ۱–۲ ادارد ۱ و جان ۱) پوشش می‌دهد.
2. عنوان قسمت اول شعار خاندان استارک است که به‌طور گسترده برای بازاریابی مجموعه تلویزیونی، کتاب‌ها و حتی سایر موارد دیگر مورد استفاده قرار می‌گیرد.
3. یک گوزن مرده واقعی برای صحنه که در آن نوزادان دایرولف یافت می‌شوند مورد استفاده قرار گرفت. به دلیل بوی بد تعفنی که گوزن در طول فیلم‌برداری از خود درست کرده بود بازیگران دست به اعتراض زدن و این گوزین رو از ان نقطه دور کردن. عنوان شده‌است که گوزن مدت دو روز در آن نقطه بوده تجزیه شده‌است.
4. در صحنه ای که در ان استارک‌ها توله‌های دایرولف را پیدا می‌کنند اولین صحنه است که توسط جورج ار ار مارتین در اولین کتاب نغمه‌های یخ و آتش از سری رمان‌های خود نوشته‌است. اما در سریال به نظر می‌رسد که این فصل دوم کتاب است. چرا که " مقدمه " کتاب همان صحنه پیشاهنگان نگهبان شب بود است که توسط وایت واکرها مورد حمله قرار می‌گیرد.
  - مارتین گفته‌است: روزی که من کتاب رو شروع کردم حتی نمیدونستم چه کتابی مینوسیم، بعد از سه روز تازه فهمیدم که این کتاب فانتزی هست.
  - این صحنه پیش‌بینی کل کتاب اول را در خود دارد. دایرولف (نشان خاندان استارک) است و شاخ شکسته گوزن و خود گوزن (نشان خاندان براتیون) است. هنگامی که ادارد استارک به همراه رابرت براتیون به کینگ لندینگ می‌رود و به دست پادشاه ارتقا پیدا می‌کند. رابرت در طی شکار می‌میرد و بعد ادارد استارک توسط وارث جوان براتیون‌ها جافری براتیون (که در حقیقت حرمزاده ای لنیسترها می‌باشد) گردن زده می‌شود.
5. محوطه وینترفل در اصل به‌طور معمولی محلی برای پارک خودرو و فروشگاه بوده‌است. بعد از تغییراتی به شکل یک محوطه کامل در می‌آید.
6. لباس "Mark Addy's" آنقدر سنگین است که او نمی‌توانند به تنهایی از اسب پیاده بشود و پیاده شدن او به کمک سه نفر بوده‌است؛ بنابراین در ویرایش و تدوین فیلم با کاهش دور زمانی و درست کردن شروع پیاده کردن و سپس پرش او به زمین را شما می‌بینید. در کتاب پادشاه رابرت مرد بلند قدر تر می‌باشد. اما عملکرد Mark Addy's به نظر ساخته شده و با ابهت به نظر می‌رسد.
7. سرداب وینترفل به‌طور معمول یک انبار شراب است و در قسمت بعد برای یک سلول در قلعه سرخ در بارانداز پادشاه مورد استفاده قرار می‌گیرد.
8. دروازه وینترفل توسط کالسکه سرسی آسیب می‌بیند، پس از ورود اعضای سلطنتی به حال تعمیر در می‌آید.
9. در صحنه خدایان درخت وینترفل اب کنار ان با رنگ سیاه پر شده بود تا بیشتر تصاویر منعکس بشود.
10. صحنه که در آن سکنی Illyrio's است در واقع اقامتگاه تابستانی رئیس‌جمهور مالت است. (بعدها از ان نیز برای نشان دادن با رد کیپ استفاده می‌شود). فیلم‌برداری در داخل ساختمان مجاز نبوده‌است. در کتاب آماده است که دارگو اولین بار دنریس را در یک مهمانی در خانه کشیش می‌بنید. در نسخه سریال تلویزیونی دارگو در اسب خود باقی می‌ماند و سپس می‌رود. این صحنه در کتاب رخ نمی‌دهد.
11. صحنه‌های داخلی دنریس در حمام در مکان‌های مختلف، در شهرهای مختلف آنجا شده‌است. صحنه که از بالکن مناظر زیبا را نشان می‌دهد در واقع فقط یک نقاشی بود. برده حمام Pentoshi میس مالت (زن زیبایی مالت در سال ۲۰۰۶) بوده‌است.
12. یکی از نشان‌های خاندان تارگرین داشتن چشمانی به رنگ بنفش است. در برخی از صحنه‌های اولیه در مالت امیلیا کلارک و هری لوید با استفاده از لنزهای بفنش فیلمبرداری شد، به عنوان یک نشانه از خاندان تارگرین‌ها. با این حال نظر درست نمیادن و برای همین بازیگران را از اجرا خود منحرف می‌کردن بنابراین حذف شدن. (اشتباه بزرگ در نظر گارگردانی‌شناس خاندان تارگرین به این دو چیز هستش رنگ چشمان بنفش رنگ موهای پلاتینی)
13. فیلمبردای از صحنه عروسی دنریس و کال در سال توسط یک طوفان از دریا باعث خرابی نیمی از مجموعه فیلم‌برداری شد. مقامات مالت نیز در مورد برهنگی در صحنه مشکوک بودن، اما در نهایت اجازه فیلم‌برداری را دادن.
14. برج مخروبی که در صحنه ای برن از پنجره ان به بیرون پرتاب می‌شود. به عنوان اتاق خواب برن در طول فصل مورد استفاده میگیرفت.
15. در صحنه رابطه جیمی و سرسی در برج، Lena Headey توسط دو بدن در قسمت‌های برهنه جایگزین شده‌است.Lena Headey در آن زمانی که این صحنه برداشت می‌شده‌است باردار بوده‌است، به طوری که بسیاری از صحنه‌های که سرسی ایستاده یا نشسته پشت یک میز است یا با پوشیدن کت یا یک پوستین خز و لباس‌های بلند شکم خود را در طول فیلمبرداری مخفی نگه می‌دارد.
16. هنگامی که قسمت پایلوت در حال فیلمبرداری می‌شود، در حالی که داستان مشابه دارن و عمدتاً در شکل بازیگر چندین تفاوت کلیدی دارد:
  - Jennifer Ehle بازی می‌کند نقش Catelyn Stark.
  - Tamzin Merchant بازی می‌کند نقش Daenerys Targaryen.
  - Jamie Campbell Bower بازی می‌کند نقش Waymar Royce.
  - Richard Ridings بازی می‌کند نقش Gared.
  - تفاوت دیگر در این است که صحنه‌های برجسته پایلوت عمدتاً در اسکاتلند (که در ان قلعه Doune را به جای وینترفل استفاده میکنن) و مراکش (که بعداً برای فیلمبرداری پادشاهی بهشت و پنتوس استفاده می‌شود)، در حالی است که در نسخه نهایی عمدتاً در استودی‌های در ایرلند شمای و مالت استفاده شده‌است.
17. صحنه ابتدایی که تیریون با یک روسپی هست کمی تفاوت با بقیه قسمت‌ها دارد، زمانی این آشکار می‌شود که تفاوت مقایسه رنگ مو تیریون در قسمت قبل بپردازید.
18. تنها صحنه دست نخورد از اپیزود پایلوت همان صحنه ملاقات ادارد و رابرت در سردارب وینترفل است. صحنه که در آن Alfie Allen (Theon) به‌طور خلاصه می‌توان با موهای بلوند در صحنه دوم دید. این صحنه کاملاً دیجتال ساخته شده
19. مکان‌های مختلف که در سریال نشان داده شد " پنتوس: منطقه در دریای باریک "، " وینترفل" و "بار انداز پادشاه :پایتختت هفت پادشاهی"

## بازخوردها

### پیش از پخش
یک هفته پیش از پخش قسمت اول این سریال، اچ‌بی‌او ۱۵ دقیقه ابتدایی زمستان در راه است را بر روی سایت خود قرار داد. دیو بنکس از مجله وایرد آن را بالاتر از حد انتظار خواند. اسکات استینسون در نشنال پست تورنتو نوشت: «وقتی در ۱۵ دقیقه ابتدایی، دو سر از تن جدا می‌شود، قطعاً در حال تماشای یک درام نیستید.»

### بینندگان
این قسمت در پخش اولیه خود ۲٫۲ میلیون بیننده را به خود جذب کرد. روز بعد اچ‌بی‌او با پخش تکرار این قسمت، ۱٫۲ میلیون بیننده به بینندگان آن اضافه کرد. ۶ بار دیگر این قسمت تکرار شد و در مجموع ۶٫۸ میلیون بیننده داشت.

### جوایز
تیم ون پتن برای کارگردانی این قسمت، نامزد جایزه امی شد. همچنین این قسمت نامزد دریافت جایزه بهترین گریم امی نیز شد.